# Gouvernement Lucas I
 Castille-et-León
Posada Lucas II
Le gouvernement Lucas I est le gouvernement de Castille-et-León entre le 11 juillet 1991 et le 11 juillet 1995, durant la IIIe législature des Cortes de Castille-et-León. Il est présidé par Juan José Lucas.

## Historique
Investi président de la Junte le 4 juillet 1991, Juan José Lucas annonce la composition de son gouvernement le 10 juillet suivant. La nomination des conseillers prend effet le lendemain après publication au bulletin officiel de Castille-et-León (BOCyL),.

## Composition
| Fonction                                                        | Titulaire | Titulaire                      | Parti |
| --------------------------------------------------------------- | --------- | ------------------------------ | ----- |
| Président                                                       |           | Juan José Lucas                | PP    |
| Conseiller à la Présidence et aux Administrations territoriales |           | César Huidobro Díez            | PP    |
| Conseiller à l'Économie et aux Finances                         |           | Fernando Becker Zuazúa         | PP    |
| Conseiller à l'Équipement                                       |           | Jesús Merino Delgado           | PP    |
| Conseiller à l'Agriculture et à l'Élevage                       |           | Isaías García Monge            | PP    |
| Conseiller à l'Environnement et à l'Organisation du territoire  |           | Francisco Jambrina Sastre      | PP    |
| Conseiller à la Culture et au Tourisme                          |           | Emilio Zapatero Villalonga     | PP    |
| Conseiller à la Santé et au Bien-être social, porte-parole      |           | José Manuel Fernández Santiago | PP    |